# Abacetus dahomeyanus
Abacetus dahomeyanus es una especie de escarabajo terrestre de la subfamilia Pterostichinae.  Fue descrito por Straneo en 1940. 